# De kunst van het Zuidzeegebied
De kunst van het Zuidzeegebied is een tentoonstelling in het Museum voor Land- en Volkenkunde in Rotterdam die te zien was van 4 juni tot en met 12 september 1949.
Voor het op de vloer zetten van deze tentoonstelling lijkt geen andere reden te zijn geweest dan de grote onbekendheid met de kunst van dit cultuurgebied bij het Nederlandse publiek, dat volgens het voorwoord in de begeleidende publicatie "gewoonlijk beter bekend is met de kunst van Indonesië of van Afrika". De tentoonstelling gaf een overzicht van de kunstuitingen van Melanesië, Polynesië en Micronesië voor zover die aanwezig waren in de Nederlandse museumcollecties en enkele particuliere verzamelingen. Er waren zeven museale en drie particuliere bruikleengevers, waaronder het Rijksmuseum voor Volkenkunde in Leiden, het Indisch Museum in Amsterdam, het Museum voor het Onderwijs in Den Haag, het Princessehof in Leeuwarden en het Ethnografisch Museum in Breda. De voornaamste particuliere bruikleengevers waren J. Aalderink en M. L. J. Lemaire, verzamelaars en handelaars in niet-Europese kunst uit Amsterdam.
De tentoonstelling richtte zich op de rituele kunst van de archipels uit de Grote Oceaan, met nadruk op Nieuw-Guinea waarvan de meeste van de geëxposeerde voorwerpen afkomstig waren: voorouder- en godenbeelden, maskers gebruikt bij dodenfeesten en initiatierituelen, statuswapens, onderdelen van ceremoniële vaartuigen, sieraden en muziekinstrumenten. Hoeveel objecten werden getoond is niet bekend. Het boekje bij de tentoonstelling is geen nummercatalogus maar een korte inleiding tot de Pacifische culturen, geïllustreerd met zestien foto's. De auteur wordt niet genoemd.
De tentoonstelling werd overgenomen door het Stedelijk Museum in Amsterdam en stond daar in de maanden december en januari 1949 - 1950 op de vloer. Bij deze tentoonstelling werd een eigen publicatie uitgegeven met de anonieme tekst van de Rotterdamse catalogus, doch met achttien foto's.
Deze overzichtstentoonstelling van de kunst uit Oceanië was de eerste in haar soort in Nederland. 